# Darlanne Fluegel

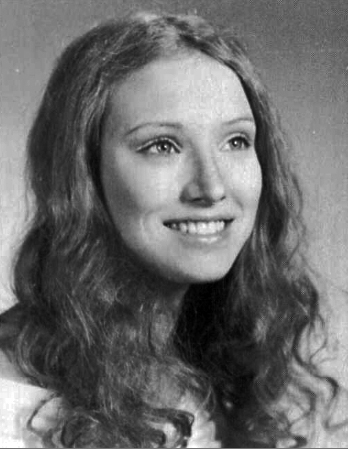
Darlanne Fluegel (1971)

Darlanne Fluegel (* 25. November 1953 in Wilkes-Barre, Pennsylvania; † 15. Dezember 2017 in Orlando, Florida) war eine US-amerikanische Schauspielerin, die in den 1980er-Jahren durch Filme wie Es war einmal in Amerika und Leben und Sterben in L.A. bekannt wurde.

## Leben
Darlanne Fluegel hatte Auftritte in den Fernsehserien Crime Story und Hunter. Sie spielte eine Nebenrolle in Sergio Leones Film Es war einmal in Amerika als Robert De Niros Freundin Eve (sie wurde als Darlanne Fleugel aufgelistet). 1985 spielte sie Ruth Lanier in Leben und Sterben in L.A., die Freundin des Hauptdarstellers. 1986 spielte sie Kirk Douglas’ Freundin in Archie und Harry – Sie können’s nicht lassen und 1989 die Ehefrau von Sylvester Stallone in Lock Up.
Fluegel hatte weiterhin zahlreiche Auftritte in diversen Fernsehsendungen, Werbespots, Musikvideos und sie arbeitete als Fotomodell. Sie unterrichtete Schauspiel an der University of Central Florida zwischen 2002 und 2007.
Im Alter von 56 Jahren erkrankte sie an Alzheimer. Sie starb am 15. Dezember 2017 an den Folgen ihrer Krankheit. Ihr Tod wurde erst im Januar 2018 publik gemacht.

## Filmografie (Auswahl)
- 1978: Die Augen der Laura Mars (Eyes of Laura Mars)
- 1980: Sador – Herrscher im Weltraum (Battle Beyond the Stars)
- 1983: The Last Fight
- 1984: Es war einmal in Amerika (Once Upon a Time in America)
- 1984: Concrete Beat (Fernsehfilm)
- 1985: Leben und Sterben in L.A. (To Live and Die in L.A.)
- 1985: MacGyver (Fernsehserie)
- 1986: Diese zwei sind nicht zu fassen (Running Scared)
- 1986: Archie und Harry – Sie können’s nicht lassen (Tough Guys)
- 1986: Alfred Hitchcock Presents (Fernsehserie)
- 1986: Twilight Zone (Twilight Zone, Fernsehserie)
- 1986–1987 Crime Story (Fernsehserie)
- 1988: Bullet Proof (Bulletproof)
- 1989: Lock Up – Überleben ist alles (Lock Up)
- 1990: Fatal Sky – Sie bringen den Tod (Fatal Sky)
- 1990–1991: Hunter (Fernsehserie)
- 1992: Friedhof der Kuscheltiere II (Pet Sematary II)
- 1993: Der Mord der unschuldigen Kinder (Slaughter of the Innocents)
- 1994: Scanner Cop
- 1995: Wiege des Terrors (Relative Fear)
- 1996: Darkman III – Das Experiment (Darkman III – Die Darkman Die)